# サウンド・シャッフル
サウンド・シャッフルは、JFN系列の北東北地方・四国地方・南九州地方で放送されていた、コカ・コーラ提供のラジオ音楽番組である。
かつては日本の各ボトラーがスポンサーとなって、地区毎に独自の内容を編成する「コーク・サウンド・シャッフル」が全国規模で放送されていたが（たとえば近畿コカ・コーラボトリング所轄の関西地区では『伊藤銀次のコーク・サウンド・シャッフル』が1983年～1987年に放送されていた）、末期は以下の番組が放送されていた。
キー局はボトラーの本社所在地の放送局が担当していた（全国規模で放送されていた頃も同様）。

## 終了した番組
四国地方 Coke SOUND SHUFFLE
- キー局：FM香川
- DJ：井川達雄
- 放送時間・ネット
  - 日曜18:00～18:30 FM香川・FM徳島
  - 土曜19:00～19:30 FM愛媛(JOEU-FM)・FM高知(Hi-Six)

- 開始当初～2007年頃までは55分放送だったが、2008年から30分に短縮になり、毎週一人ゲストを迎えたトークメインの番組になっている。その後時期不明であるが終了となった。
- 提供：四国コカ・コーラボトリング

中国地方 カルロス・トシキ（→鷹橋敏輝）のコーク・サウンド・シャッフル→武居“M”征吾のコーク・サウンド・シャッフル
- キー局：広島FM
- DJ：カルロス・トシキ（→鷹橋敏輝）→武居“M”征吾
- 放送時間・ネット
  - 月曜21:00～21:30 広島FM・V-air・FMY・FM岡山
  - FM岡山は1999年4月の開局から当該番組のネットを開始

- 1993年頃～2000年3月まで放送。開始当初～1995年頃まではカルロス・トシキ（→鷹橋敏輝）、その後から番組終了までは武居“M”征吾がDJを担当した。
- カルロス・トシキ時代には、Jリーグが開幕したこともあり、自らの出身地であるブラジルで身近なサッカーの魅力について語ることが少なからずあった。
- 提供：山陽コカ・コーラボトリング（1999年6月まで）→コカ・コーラウエストジャパン（1999年7月～2000年3月）

南九州地方 相越久枝のコーク・サウンド・シャッフル
- キー局：FMK
- DJ：相越久枝
- 放送時間
  - FMK　水曜15:00～15:55
  - JOY FM　金曜12:00～12:55
  - Air-Radio FM88　月曜15:00～15:55

開始当初は金曜20:00～の30分番組で、タイトルも「相越久枝のコーク・サウンド・シャッフル～STEREO VIBRATOR」であった。ネット局は同じだが、Air-Radio FM88のみ金曜19:30からのネットであった。2009年春から上記の時間になったが、2011年3月に約14年の歴史に終止符をうった。
2008年3月一杯でμFM，Air-Radio FM88では打ち切りとなった（Air-Radio FM88は翌年ネット再開）。
現在は、番組前半を「シャッフルゾーン」、後半を「ゲストゾーン」と称している。
- 提供：南九州コカ・コーラボトリング

北東北地方 Coke Sound Shuffle
- キー局：FM岩手
- DJ：さわち美欧
- 放送時間・ネット：水曜19:00～19:30 FM岩手、FM秋田、FM青森

開始当初は日曜22:00～（宮城伸一郎時代）。ネット局は同じ。2003年春からは水曜19:00～19:55になったが、現在は上記の時間に短縮。
歴代DJは、宮城伸一郎→種ともこ→吉田朋代→古賀徹（当時FM岩手アナウンサー）→古賀徹・さわち美欧→さわち美欧。
古賀徹時代にコーナー担当としてFM秋田からは宮野さおり（当時FM秋田アナウンサー）、FM青森からは鈴木耕治アナウンサーが隔週で出演していた。
2015年3月25日の放送を以って終了した。
- 提供：みちのくコカ・コーラボトリング

南東北地方 稲垣潤一のコーク・サウンド・シャッフル
- キー局：FM仙台
- DJ：稲垣潤一
- 放送時間：月曜20:00～20:55

1980年代後半に放送。なお、便宜上“南東北地方”と記述しているが、番組放送当時、南東北地方の民放FM局はFM仙台1社のみで、FM山形、ふくしまFMは未開局だった。
- 提供：仙台コカ・コーラボトリング

北陸地方 Coke Sound Shuffle
- キー局：[FMとやま]
- DJ：伊藤敏博
- 1980年代後半に放送。
- 提供：北陸コカ・コーラボトリング